# De fwietmachine
De fwietmachine is het 51ste stripverhaal van Jommeke. De reeks wordt getekend door striptekenaar Jef Nys.

## Personages
- Jommeke
- Flip
- Filiberke
- professor Gobelijn
- kleine rollen: o.a. Annemieke, Rozemieke, Pekkie, Choco, Marie, Petronella Carambolla, Enrico Salado, Benito, dierentuinpersoneel.

## Verhaal
Professor Gobelijn nodigt Jommeke en Flip uit voor de primeur van zijn nieuwste uitvinding: de fwietmachine. Met deze machine kan hij de voorwerpen die in de kast zitten, transporteren naar een andere fwietmachine die bij zijn collega Petronella Carambolla in Italië staat. Als test wordt een bloempot getransporteerd. De pot komt aan in Italië, maar daar blijkt dat de bloemen groen geworden zijn en de bladeren rood. De professor onderzoekt daarop wat er fout gegaan is in zijn plannen. Ondertussen komen Filiberke, de Miekes, Pekkie en Choco aan bij de professor waar Flip hun uitleg geeft over de fwietmachine. Wanneer Filiberke en Flip in de machine staan, sluit Choco per ongeluk de machine en transporteert hij hen naar Italië. Daar blijkt Filiberke nu pluimen te hebben en is Flip kaal met zwart haar op zijn kop. De professor en Jommeke besluiten met de fwietmachine naar Italië te gaan, maar Filiberke en Flip weten dit niet en lopen weg bij Petronella.
Buiten hebben ze veel bekijks. Ze sluipen een trein richting België in en worden er gemerkt door een circusdirecteur en clown. Zij zien de mogelijkheden van een mens met pluimen in het circus en lokken Filiberke en Flip in de val. In het circus kan Flip hen bevrijden. Eenmaal weer vrij worden ze echter opgemerkt door een auto van een dierentuin. De mannen nemen Filiberke en Flip gevangen en beiden worden in een kooi tentoongesteld. Ondertussen komen de professor en Jommeke in Italië aan en horen dat Filiberke en Flip weggelopen zijn. In de krant lezen ze echter dat beiden opgesloten zitten in de dierentuin van Milaan. Ze nemen de fwietmachine van Petronella mee naar de dierentuin. Jommeke slaagt erin Filiberke en Flip te bevrijden en ze vluchten de fwietmachine in, waarna de professor hun transporteert naar de tweede machine. Zo worden beiden weer normaal.

## Achtergronden bij dit verhaal
- Dit album hoort bij de verhalen waarin een uitvinding van professor Gobelijn centraal staat en vooral hoe daar iets mis mee loopt.
- Een groot gedeelte van dit verhaal speelt zich af in Italië, onder meer in Milaan.
- De verhaallijn lijkt losjes gebaseerd op het verhaal van The Fly, een science-fictionfilm uit 1958 waarbij een man en een vlieg door een gelijkaardige machine getransporteerd worden en hun genetisch materiaal gemengd wordt.
- De rol van Jommeke in dit verhaal is beduidend kleiner dan die van Filiberke en Flip die de hoofdrol spelen. Dit komt niet vaak voor in de reeks.
- In de originele versie speelt 'Petronella Carambolla' de rol van vrouwelijke professor. In de hertekende versie hebben we te maken met 'Violetta Lambretta'.